# Malbrans
Malbrans est une commune française située dans le département du Doubs, la région culturelle et historique de Franche-Comté et la région administrative Bourgogne-Franche-Comté.
Ses habitants sont les Malbranais et Malbranaises.

## Géographie

### Toponymie
Malbran en 1132 ; Mabran en 1241 ; Malbranc en 1292 ; Malbrans en 1394 ; Maulbrans en 1599.

### Climat
Pour des articles plus généraux, voir Climat de la Bourgogne-Franche-Comté et Climat du Doubs.
En 2010, le climat de la commune est de type climat de montagne, selon une étude du Centre national de la recherche scientifique s'appuyant sur une série de données couvrant la période 1971-2000. En 2020, Météo-France publie une typologie des climats de la France métropolitaine dans laquelle la commune est exposée à un climat semi-continental et est dans la région climatique  Jura, caractérisée par une forte pluviométrie en toutes saisons (1 000 à 1 500 mm/an), des hivers rigoureux et un ensoleillement médiocre.
Pour la période 1971-2000, la température annuelle moyenne est de 9,3 °C, avec une amplitude thermique annuelle de 17 °C. Le cumul annuel moyen de précipitations est de 1 354 mm, avec 12,7 jours de précipitations en janvier et 10,2 jours en juillet. Pour la période 1991-2020, la température moyenne annuelle observée sur la station météorologique de Météo-France la plus proche, « Coulans », sur la commune d'Éternoz à 13 km à vol d'oiseau, est de 10,5 °C et le cumul annuel moyen de précipitations est de 1 259,2 mm. 
La température maximale relevée sur cette station est de 38,7 °C, atteinte le 24 août 2023 ; la température minimale est de −18,9 °C, atteinte le 20 décembre 2009,,.
Les paramètres climatiques de la commune ont été estimés pour le milieu du siècle (2041-2070) selon différents scénarios d'émission de gaz à effet de serre à partir des nouvelles projections climatiques de référence DRIAS-2020. Ils sont consultables sur un site dédié publié par Météo-France en novembre 2022.

## Urbanisme

### Typologie
Au 1er janvier 2024, Malbrans est catégorisée commune rurale à habitat dispersé, selon la nouvelle grille communale de densité à 7 niveaux définie par l'Insee en 2022.
Elle est située hors unité urbaine. Par ailleurs la commune fait partie de l'aire d'attraction de Besançon, dont elle est une commune de la couronne,. Cette aire, qui regroupe 310 communes, est catégorisée dans les aires de 200 000 à moins de 700 000 habitants,.

### Occupation des sols
L'occupation des sols de la commune, telle qu'elle ressort de la base de données européenne d’occupation biophysique des sols Corine Land Cover (CLC), est marquée par l'importance des forêts et milieux semi-naturels (53,2 % en 2018), en augmentation par rapport à 1990 (51,8 %). La répartition détaillée en 2018 est la suivante :
forêts (53,2 %), prairies (43,5 %), zones agricoles hétérogènes (3,3 %). L'évolution de l’occupation des sols de la commune et de ses infrastructures peut être observée sur les différentes représentations cartographiques du territoire : la carte de Cassini (XVIIIe siècle), la carte d'état-major (1820-1866) et les cartes ou photos aériennes de l'IGN pour la période actuelle (1950 à aujourd'hui).

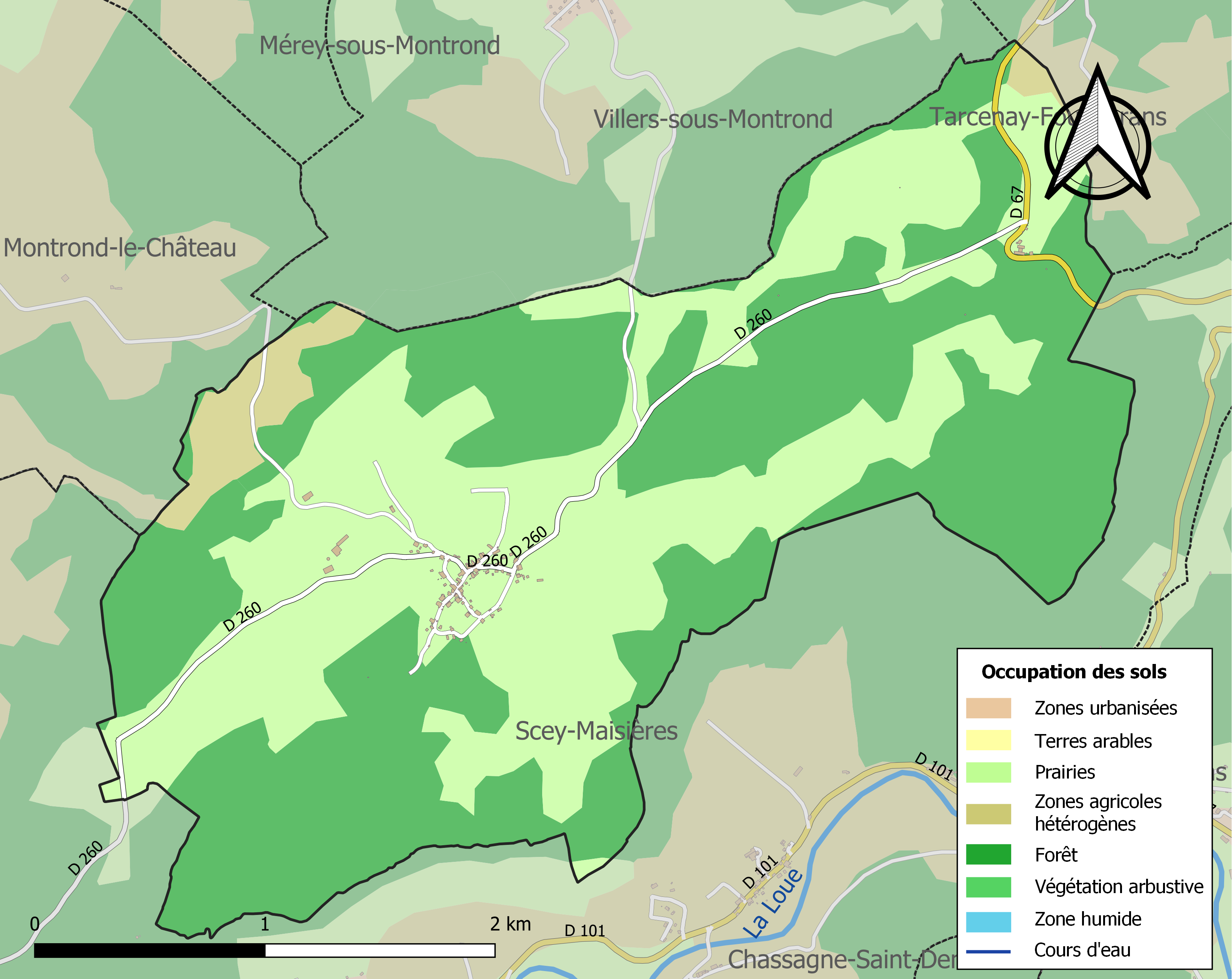
Carte des infrastructures et de l'occupation des sols de la commune en 2018 (CLC).

## Histoire

### Tuilerie
La tuilerie des Combes de Punay est établie peu avant 1845, date à laquelle son propriétaire l’équipe d’une machine à vapeur permettant de produire des tuiles perfectionnées. Si la production de tuiles cesse vers 1934, l’établissement poursuit une activité de scierie de 1900 jusqu’en 1965. Outre le logement du propriétaire, le site comprend un hangar de stockage du bois, un bâtiment abritant l’atelier de façonnage et le hangar de séchage, auquel est adossé le bâtiment de la machine à vapeur et sa cheminée en moellons calcaires ainsi que les fours. Inscrite aux monuments historiques en 1979, cette fabrique établie en milieu rural a été  restaurée plusieurs fois entre 1979 et 1988. En décembre 2017, une grande partie de l'aile nord du bâtiment s'est effondrée, faute d'entretien suffisant.

### Église
Une chapelle dédiée à saint Marcellin est érigée en 1581 puis reconstruite en 1771 selon les plans de l'architecte bisontin Louis Beuque ; elle deviendra église paroissiale en 1807. Le mobilier date des XVIIIe et XIXe siècles.

## Politique et administration
| Période                                  | Période                   | Identité                                         | Étiquette | Qualité                                                              |
| ---------------------------------------- | ------------------------- | ------------------------------------------------ | --------- | -------------------------------------------------------------------- |
|                                          |                           | René Petitjean                                   |           |                                                                      |
| mars 2001                                | En cours (au 31 mai 2020) | Philippe Bouquet, Réélu pour le mandat 2020-2026 | DVD       | Cadre Président du syndicat intercommunal des eaux de la Haute-Loue. |
| Les données manquantes sont à compléter. |                           |                                                  |           |                                                                      |

## Population et société

### Démographie
L'évolution du nombre d'habitants est connue à travers les recensements de la population effectués dans la commune depuis 1793. Pour les communes de moins de 10 000 habitants, une enquête de recensement portant sur toute la population est réalisée tous les cinq ans, les populations de référence des années intermédiaires étant quant à elles estimées par interpolation ou extrapolation. Pour la commune, le premier recensement exhaustif entrant dans le cadre du nouveau dispositif a été réalisé en 2008.

En 2022, la commune comptait 167 habitants, en évolution de +9,87 % par rapport à 2016 (Doubs : +1,88 %, France hors Mayotte : +2,11 %).
| 1793 | 1800 | 1806 | 1821 | 1831 | 1836 | 1841 | 1846 | 1851 |
| ---- | ---- | ---- | ---- | ---- | ---- | ---- | ---- | ---- |
| 200  | 213  | 218  | 170  | 222  | 212  | 224  | 214  | 227  |

| 1856 | 1861 | 1866 | 1872 | 1876 | 1881 | 1886 | 1891 | 1896 |
| ---- | ---- | ---- | ---- | ---- | ---- | ---- | ---- | ---- |
| 201  | 205  | 217  | 202  | 201  | 228  | 222  | 216  | 184  |

| 1901 | 1906 | 1911 | 1921 | 1926 | 1931 | 1936 | 1946 | 1954 |
| ---- | ---- | ---- | ---- | ---- | ---- | ---- | ---- | ---- |
| 187  | 180  | 174  | 149  | 155  | 140  | 147  | 138  | 136  |

| 1962 | 1968 | 1975 | 1982 | 1990 | 1999 | 2006 | 2008 | 2013 |
| ---- | ---- | ---- | ---- | ---- | ---- | ---- | ---- | ---- |
| 125  | 120  | 111  | 115  | 120  | 102  | 120  | 125  | 138  |

| 2018 | 2022 | - | - | - | - | - | - | - |
| ---- | ---- | - | - | - | - | - | - | - |
| 168  | 167  | - | - | - | - | - | - | - |

### Cultes
La commune dispose d'un seul lieu de culte de confession catholique, l'église Saint-Marcellin. Au sein du diocèse de Besançon, le doyenné des Premiers Plateaux regroupe cinq unités pastorales (paroisses) dont celle de la Haute Vallée de la Loue à laquelle appartient Malbrans.

## Lieux et monuments
- L'église Saint-Marcellin ;
- L'ancienne tuilerie des Combes de Punay ;
- Le belvédère de la vierge au-dessus du village : Vierge à l'enfant et table d'orientation ;
- Le gouffre (puits) de Vauvougier[22],[Note 4] et la grotte de la Colombière[23].
- Monument aux morts : celui d'origine a été remplacé en 2018 par une « façade du souvenir » portant une citation de Kofi Annan : « La paix est un rêve suspendu »[24].

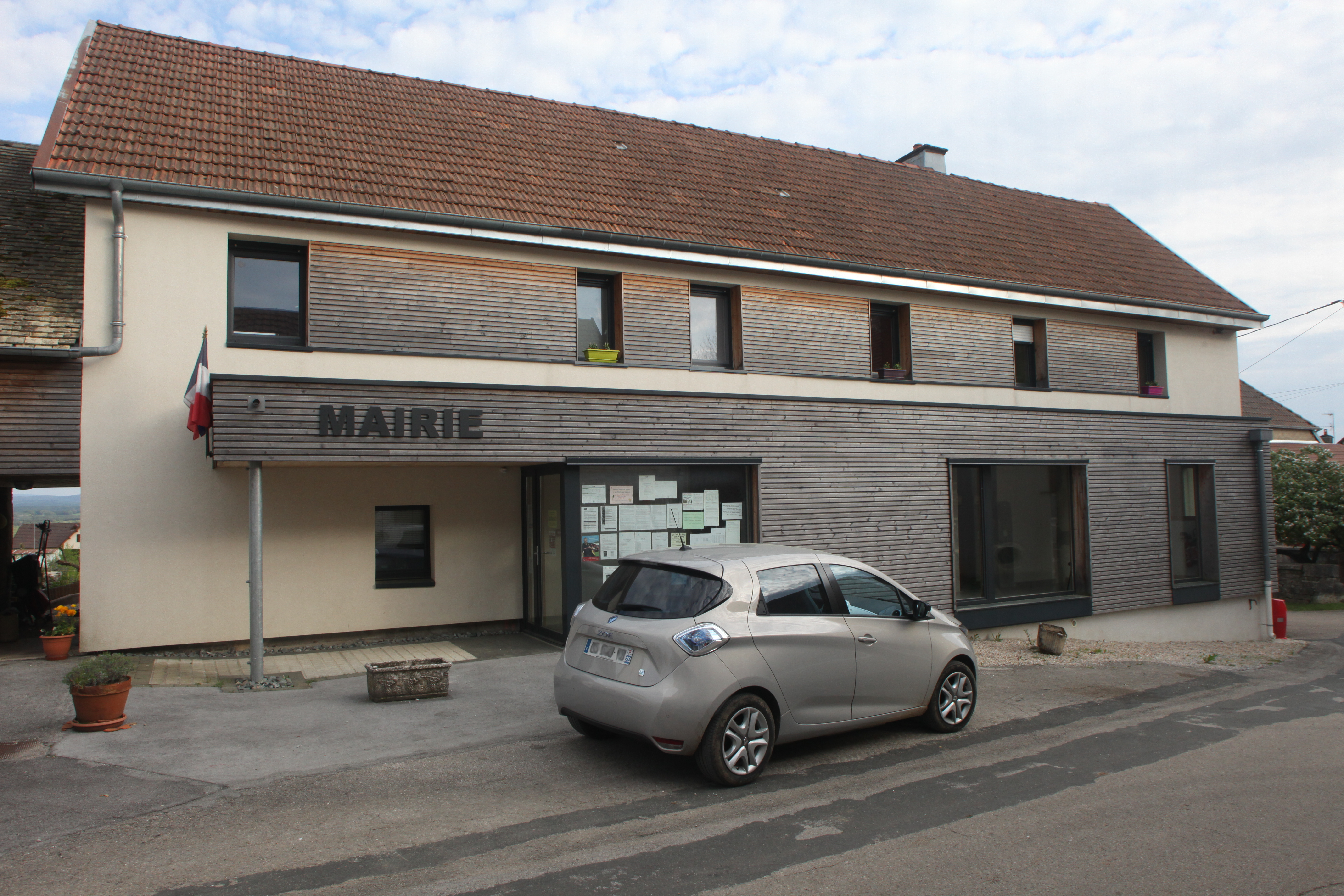
La mairie.
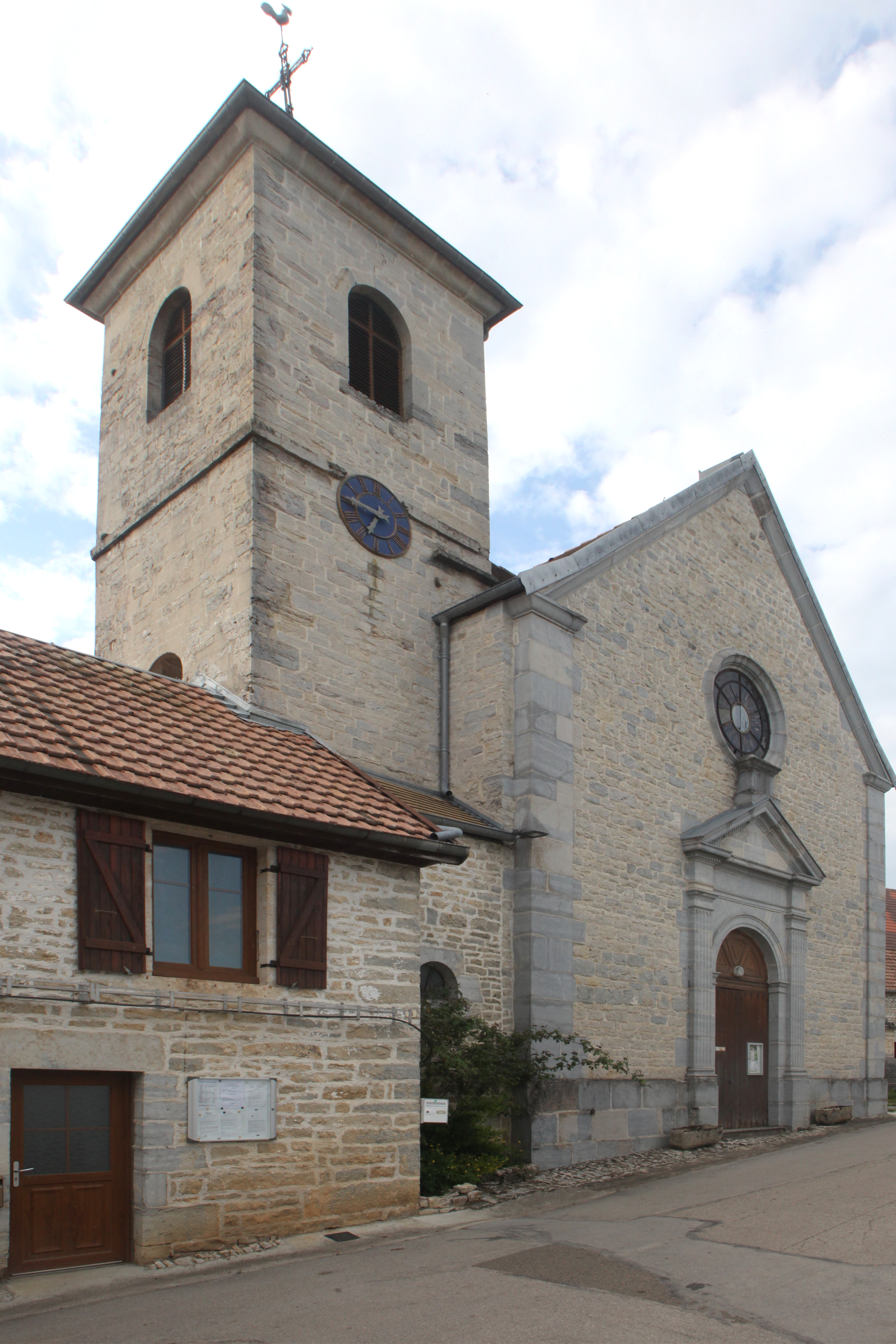
l'église Saint-Marcellin.
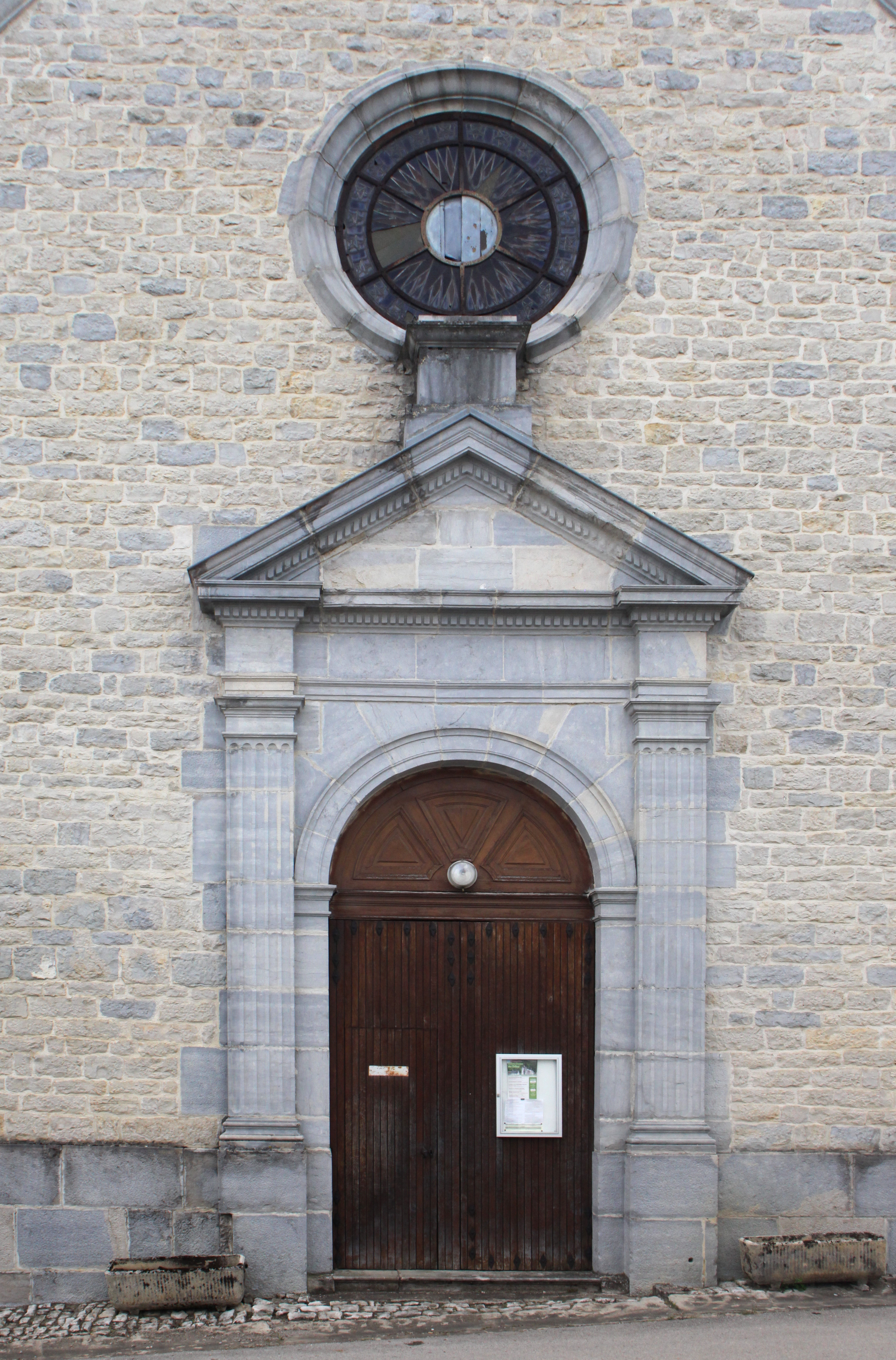
Portail de l'église.
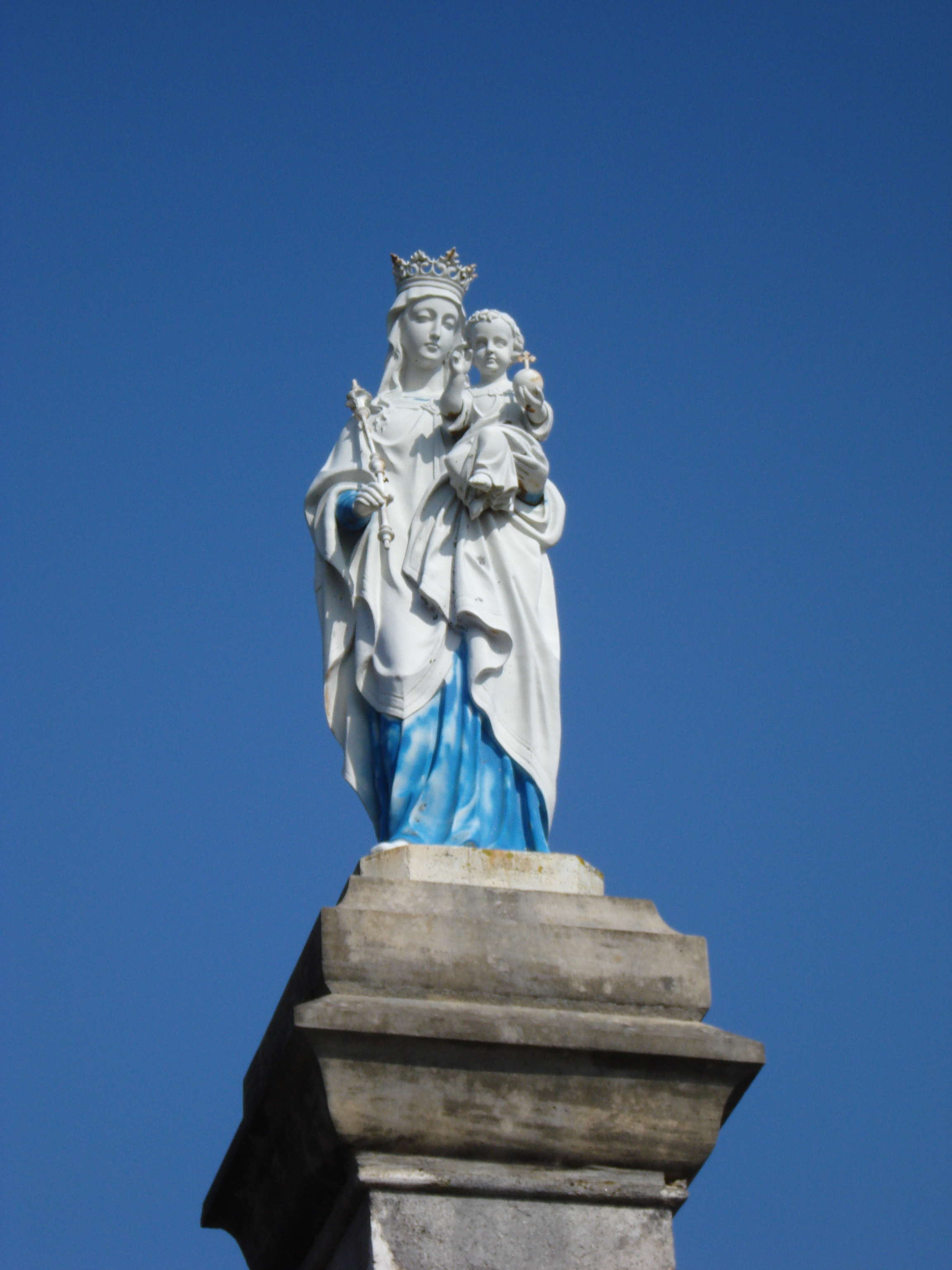
La vierge à l'enfant surplombant le village.
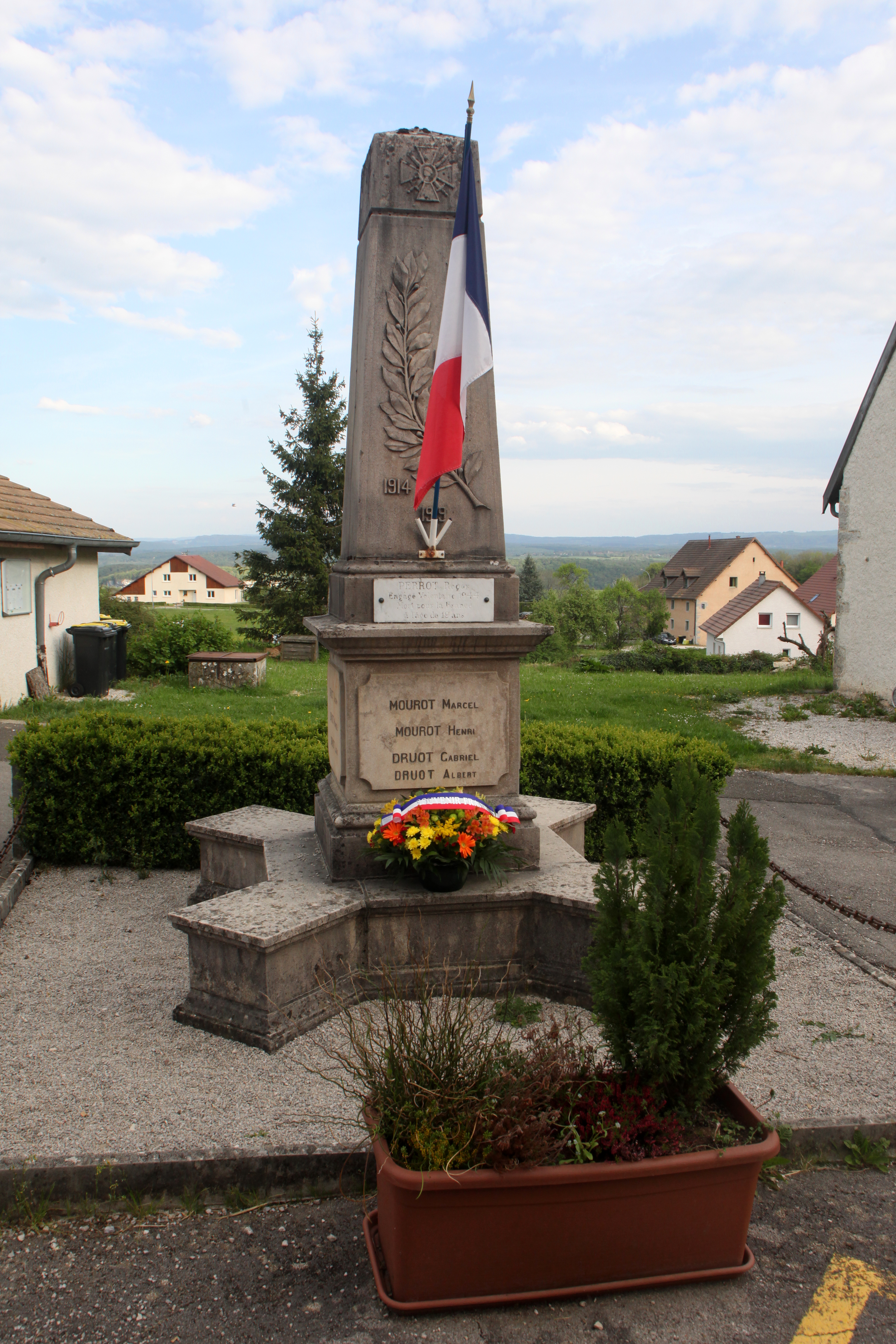
L'ancien monument aux morts.
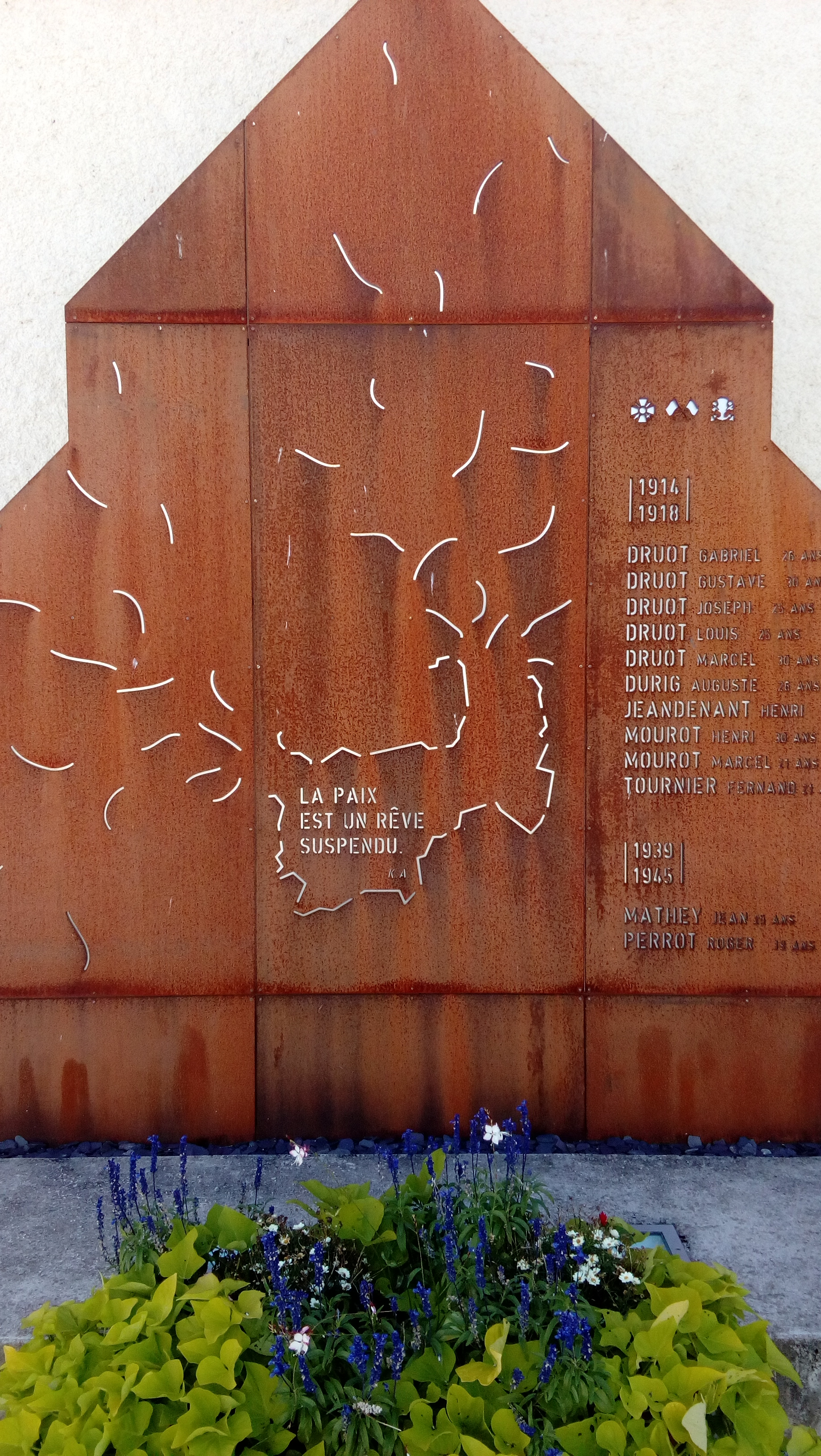
Façade du souvenir des morts pour la France de Malbrans.
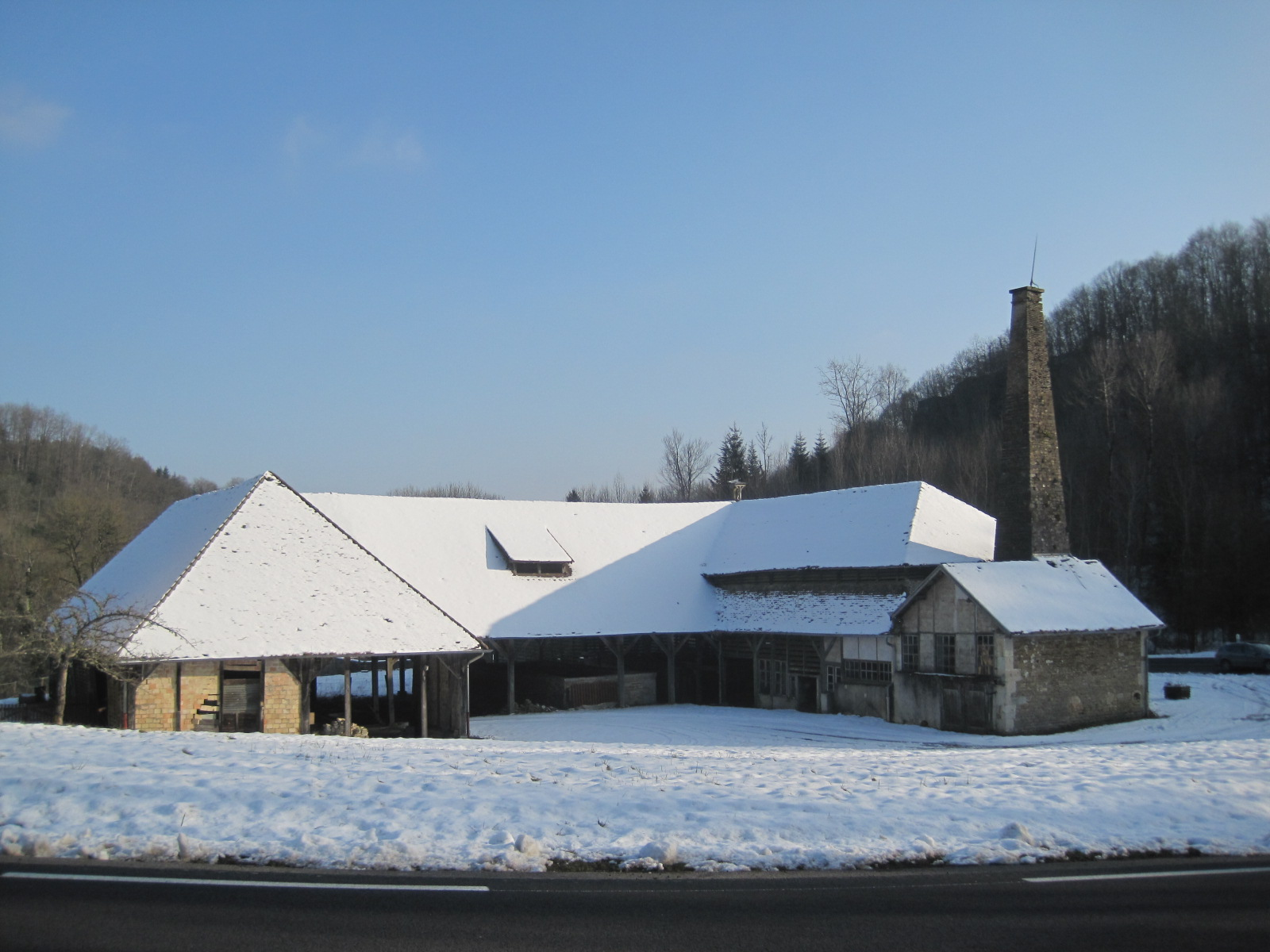
La tuilerie des Combes de Punay.

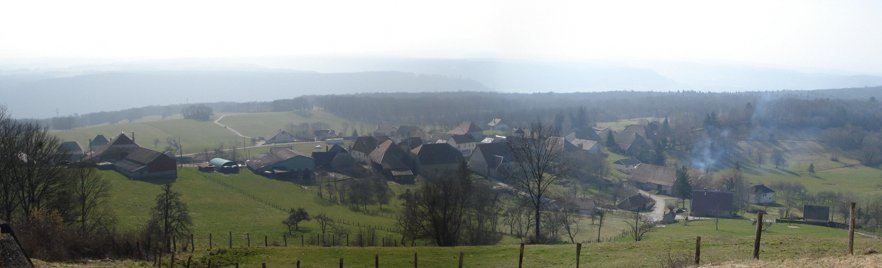
Vue de Malbrans depuis la Vierge.

## Personnalités liées à la commune
- Capitaine Jean-Baptiste Druot (6 août 1784 - 27 avril 1866). Connu pour ses mémoires et ses lettres adressées à son père, il a participé à plusieurs campagnes napoléoniennes de 1805 à 1812, notamment à la campagne de Russie où il resta prisonnier pendant deux ans. Réformé en 1814, il revint vivre à Malbrans jusqu'à sa mort[2].
- L'abbé Hermann Druot (1863-1953)[25], chanoine et poète, fut curé de Malbrans, où il est enterré[26].